# Copelatus curtistriatus
Copelatus curtistriatus es una especie de escarabajo buceador del género Copelatus, de la subfamilia Copelatinae, en la familia Dytiscidae. Fue descrito por Billardo & Rocchi en 1995.